# Farina gegenüber

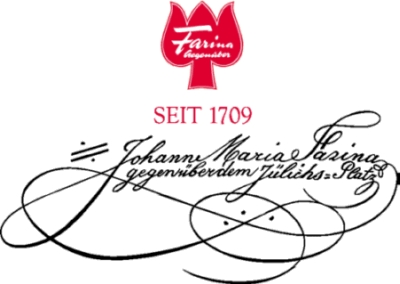
Farina gegenüber logo

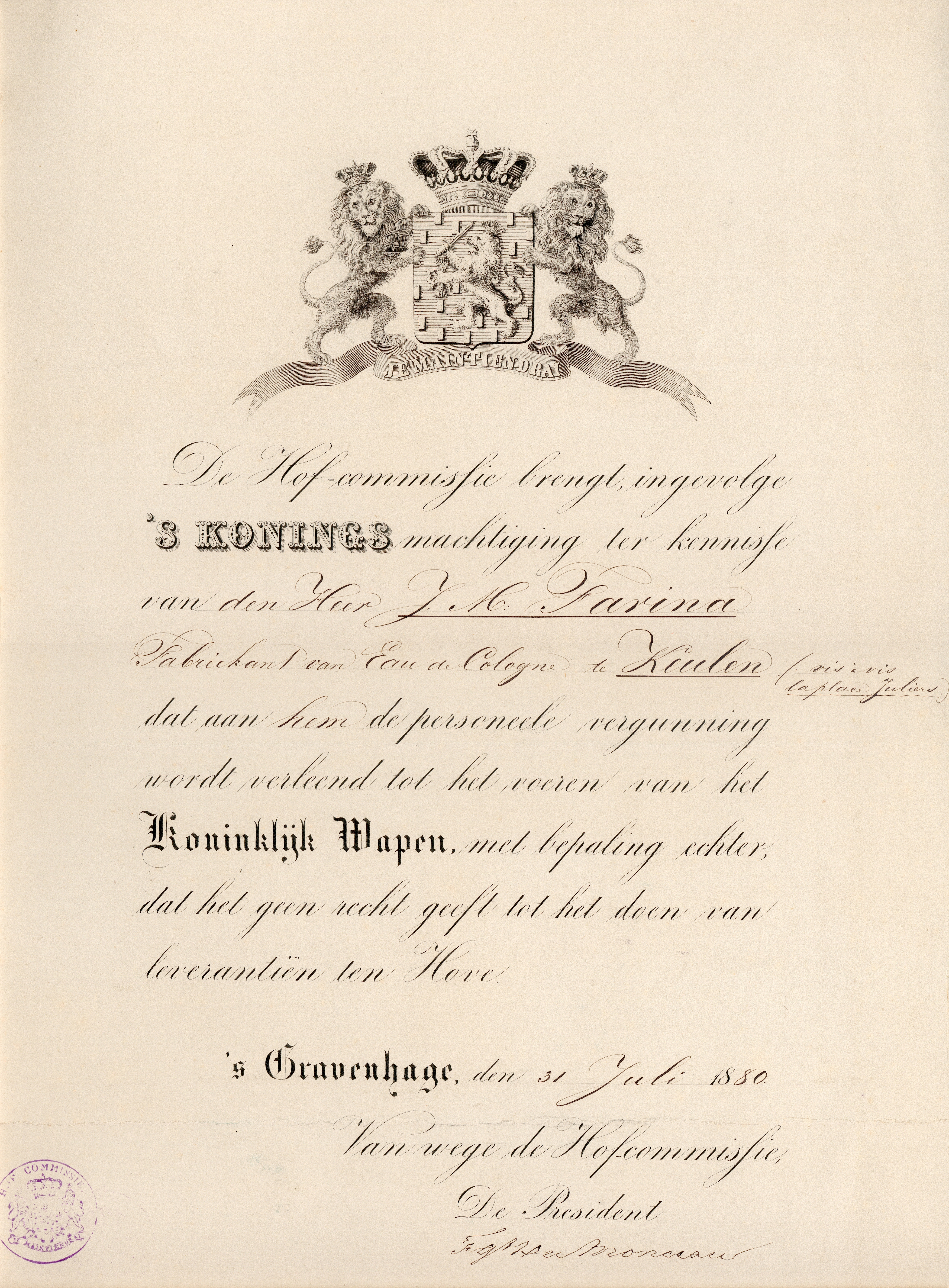
Benoeming tot hofleverancier (1880)

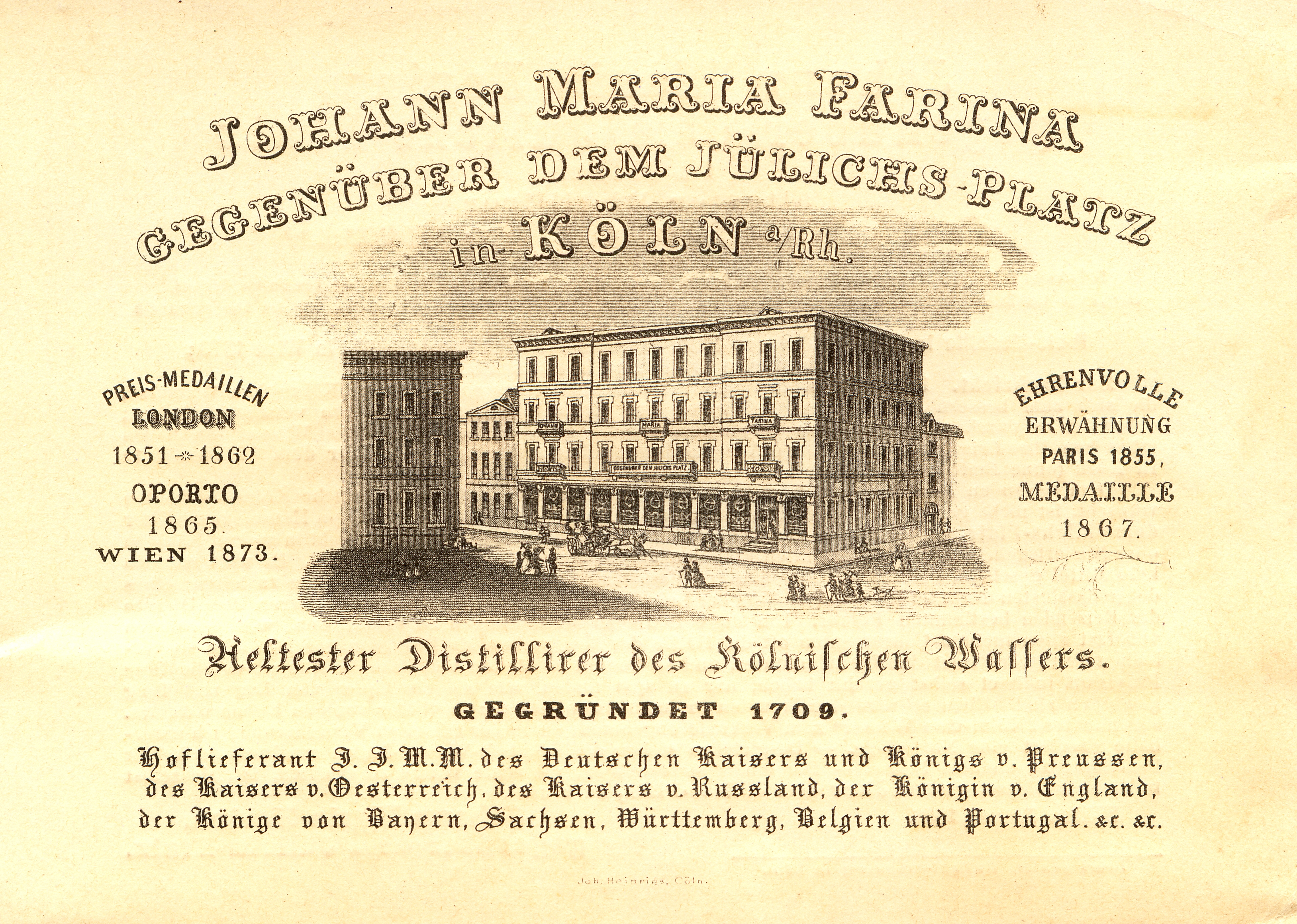
Visitekaart uit 1888

Farina gegenüber is de verkorte naam voor de oudste eau-de-colognefabriek  “Johann Maria Farina gegenüber (tegenover) Jülichsplein GmbH”, die in 1709 in Keulen is opgericht door de Italiaanse parfumeur Johann Maria Farina.
Het merkteken van het bedrijf is een rode tulp als symbool voor hoogste luxe en pure geurigheid.
Farina vestigde zich aan het begin van de 18de eeuw in Keulen, een bloeiende metropool van handel. Daar creëerde hij een parfum, dat hem deed denken aan "een Italiaanse lente-ochtend, aan bergamot en oranjebloemen na de regen" en noemde het in verering voor zijn nieuwe woonplaats "Eau de Cologne" (water van Keulen).
Omdat er tot dan toe vooral zware en zoete geuren als muskus bekend waren, was de eau de cologne van Farina toen iets helemaal nieuws en binnen niet al te lange tijd heel populair. Maar het was ook heel duur, zodat vooral de adel en notabelen tot Farina's klanten hoorden. Die dan echter wel wereldwijd en zo werd Keulen beroemd als parfumstad.
Tot in de Tweede Wereldoorlog bevond het gehele bedrijf Farina gegenüber zich op het originele adres Obermarspforten 21, tegenover het Jülichsplein en het historische stadhuis. Na de oorlog kwam er een tweede winkel bij en een Duftmuseum die de ontwikkeling en geschiedenis van parfum, eau de cologne en van het familiebedrijf vertelt. De fabriek is buiten de stad verplaatst. 
De bedrijfsnaam werd voor lange tijd ook in het Frans gebruikt: "Jean Marie Farina vis à vis la place Juliers depuis 1709". De nu oudste parfumfabriek van de wereld wordt door de nakomelingen van de grondlegger in de achtste generatie voortgezet.